# 特奧多西奧二世
特奧多西奧二世（葡萄牙語：Teodósio II，1568年4月28日—1630年11月29日），布拉干薩公爵，葡萄牙國王約翰四世的父親。
特奧多西奧的父親是布拉干薩公爵若昂一世，母親是基馬拉斯公爵杜阿爾特的女兒卡塔琳娜。1578年，葡萄牙國王塞巴斯蒂安帶著十歲的特奧多西奧到北非與摩洛哥軍隊作戰（參見三王戰役）。當戰事惡化時，塞巴斯蒂安命令僕人將特奧多西奧帶到戰線後方；但特奧多西奧趁僕人不注意時跳上一匹馬，往戰場衝去。最終如同許多葡萄牙貴族一樣，特奧多西奧受了傷並被敵軍俘虜。特奧多西奧的父親聽到消息後悲痛萬分，甚至準備了一大筆錢要贖回自己的兒子。然而，摩洛哥國王聽說了特奧多西奧勇敢的事蹟後決定直接釋放他。特奧多西奧於1579年回到葡萄牙。
塞巴斯蒂安戰死後，由叔祖父恩里克一世繼位。當沒有子女的恩里克一世於1580年去世時，西班牙國王費利佩二世立即宣稱了葡萄牙王位並以武力佔領葡萄牙。1583年，特奧多西奧繼承父親成為布拉干薩公爵。

## 家庭
1603年，特奧多西奧與安娜·德·維拉斯科-吉隆結婚，兩人共有3子1女：
1. 約翰二世（1604年—1656年），1640年成為葡萄牙國王（稱約翰四世）
2. 杜阿爾特（1605年—1649年）
3. 卡塔琳娜（1606年—1610年），夭折
4. 亞歷山大（1607年—1637年）